# クリプトス

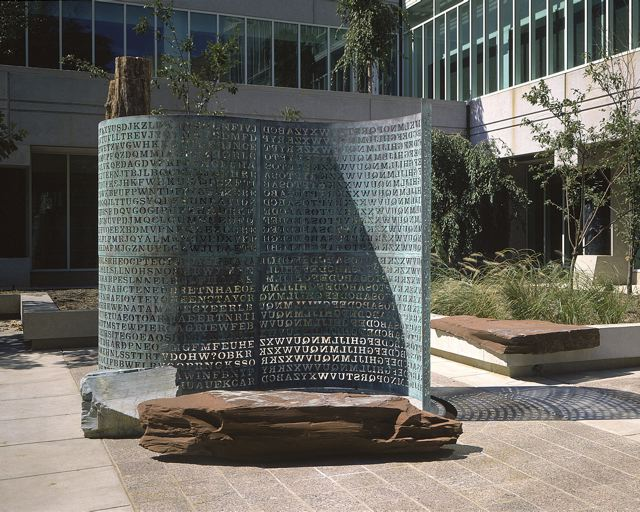
バージニア州ラングレーのCIA本部にあるクリプトス

クリプトス（Kryptos）はアメリカ合衆国の芸術家ジム・サンボーンの彫刻作品であり、バージニア州ラングレーの中央情報局（CIA）本部に置かれている。1990年11月3日の落成以降、板面に打ち抜かれた暗号文の意味について多くの推測が行われている。4つの面のうち、3面までは既に解読され、残りの4つ目の面の暗号が世界的に有名な未解読暗号の1つとなっている。

## 概要
彫刻の主な部分は赤色と緑色の粘板岩、白色の水晶、珪化木、磁鉄鉱、銅からできており、新しいCIA本部ビルの北西角、カフェテリアの外に建てられている。
クリプトスという名前は、ギリシア語で「隠す」という意味の単語から来ていて、この彫刻のテーマは「情報収集」である。一番の特徴は、巻物もしくはコンピュータのプリンタから排出される一片の紙を思わせる、大きなS字型の直立する銅のスクリーンであり、暗号化された文章を構成する文字列で覆われている。文字列は標準的な26文字のアルファベットとクエスチョンマークで構成されている。この「碑文」は4つの別々の不可解なメッセージを表し、そのうちの3つは既に解かれている。
クリプトスの他にも、サンボーンはCIA敷地内にいくつかの作品を収めている。例えば大きな花崗岩の板を銅の板で挟んだものが新しい本部の玄関外に置かれている。銅板にはいくつかのモールス信号が刻まれ、板の1つには羅針図が描かれている。
この作品の費用は25万ドル(≒3000万円)であった。

## 暗号化されたメッセージ
左右対称型である彫刻本体は、左右上下の4つのパートに分かれており、左側の上下に869文字(865 文字の英大文字と4文字のクエスチョンマーク)から構成される暗号文が打ち抜かれている。なお、2006年4月にサンボーンは、審美的な理由から、左右のバランスを取るために、左側の一文字を意図的に省略していると発表した(詳細後述)。これを合わせると合計の文字数は870文字となる。
右側の上下には、スペースまで入れると869文字で構成された、多表式暗号の一種であるヴィジュネル暗号の換字表(ヴィジュネル方陣)が書かれている。この表の、左端がNで始まる行(右下パートの最上段)のみ他の行より1文字多く、Lの文字で終わっている。このポイントが4番目の暗号(K4)を解くためのヒントではないかとの意見がある。ただし、サンボーンが販売しているクリプトスの縮小モデルでは、この余分の1文字は省略されており、あまり重要な意味のあるものではないのではないかという考えが多勢である。
サンボーンは元CIA暗号センター長のエド・シャイトとともに彫刻に彫られる暗号システムを考えた。サンボーンは、この彫刻の謎の中にさらに謎があり、それは4つの暗号文章が解かれた時にのみ解くことができると明かしている。また彼は、当時のCIA長官ウィリアム・ウェブスターに暗号の解答を渡してあると語っている。ただしサンボーンは、ウェブスターに完全な解答を渡した訳ではないと語っている。しかし、サンボーンは第2部で「誰が正確な場所を知っているか?WWだけだ」と記されている("WW"はウィリアム・ウェブスターを指しているということを認めている)。サンボーンはまた、暗号の完全な解答が明らかになる前に彼自身が死亡した場合でも、誰かが正解を確かめられるようにしてあると確約した。
| クリプトスに描いてある暗号 | クリプトスに描いてある暗号 | クリプトスに描いてある暗号 |
| 右上の画像の場所           | 左 | 右 |
| -------------------------- | --- | --- |
| 上                         | EMUFPHZLRFAXYUSDJKZLDKRNSHGNFIVJ YQTQUXQBQVYUVLLTREVJYQTMKYRDMFD VFPJUDEEHZWETZYVGWHKKQETGFQJNCE GGWHKK?DQMCPFQZDQMMIAGPFXHQRLG TIMVMZJANQLVKQEDAGDVFRPJUNGEUNA QZGZLECGYUXUEENJTBJLBQCRTBJDFHRR YIZETKZEMVDUFKSJHKFWHKUWQLSZFTI HHDDDUVH?DWKBFUFPWNTDFIYCUQZERE EVLDKFEZMOQQJLTTUGSYQPFEUNLAVIDX FLGGTEZ?FKZBSFDQVGOGIPUFXHHDRKF FHQNTGPUAECNUVPDJMQCLQUMUNEDFQ ELZZVRRGKFFVOEEXBDMVPNFQXEZLGRE DNQFMPNZGLFLPMRJQYALMGNUVPDXVKP DQUMEBEDMHDAFMJGZNUPLGEWJLLAETG | ABCDEFGHIJKLMNOPQRSTUVWXYZABCD AKRYPTOSABCDEFGHIJLMNQUVWXZKRYP BRYPTOSABCDEFGHIJLMNQUVWXZKRYPT CYPTOSABCDEFGHIJLMNQUVWXZKRYPTO DPTOSABCDEFGHIJLMNQUVWXZKRYPTOS ETOSABCDEFGHIJLMNQUVWXZKRYPTOSA FOSABCDEFGHIJLMNQUVWXZKRYPTOSAB GSABCDEFGHIJLMNQUVWXZKRYPTOSABC HABCDEFGHIJLMNQUVWXZKRYPTOSABCD IBCDEFGHIJLMNQUVWXZKRYPTOSABCDE JCDEFGHIJLMNQUVWXZKRYPTOSABCDEF KDEFGHIJLMNQUVWXZKRYPTOSABCDEFG LEFGHIJLMNQUVWXZKRYPTOSABCDEFGH MFGHIJLMNQUVWXZKRYPTOSABCDEFGHI  |
| 下                         | ENDYAHROHNLSRHEOCPTEOIBIDYSHNAIA CHTNREYULDSLLSLLNOHSNOSMRWXMNE TPRNGATIHNRARPESLNNELEBLPIIACAE WMTWNDITEENRAHCTENEUDRETNHAEOE TFOLSEDTIWENHAEIOYTEYQHEENCTAYCR EIFTBRSPAMHHEWENATAMATEGYEERLB TEEFOASFIOTUETUAEOTOARMAEERTNRTI BSEDDNIAAHTTMSTEWPIEROAGRIEWFEB AECTDDHILCEIHSITEGOEAOSDDRYDLORIT RKLMLEHAGTDHARDPNEOHMGFMFEUHE ECDMRIPFEIMEHNLSSTTRTVDOHW?OBKR UOXOGHULBSOLIFBBWFLRVQQPRNGKSSO TWTQSJQSSEKZZWATJKLUDIAWINFBNYP VTTMZFPKWGDKZXTJCDIGKUHUAUEKCAR  | NGHIJLMNQUVWXZKRYPTOSABCDEFGHIJL OHIJLMNQUVWXZKRYPTOSABCDEFGHIJL PIJLMNQUVWXZKRYPTOSABCDEFGHIJLM QJLMNQUVWXZKRYPTOSABCDEFGHIJLMN RLMNQUVWXZKRYPTOSABCDEFGHIJLMNQ SMNQUVWXZKRYPTOSABCDEFGHIJLMNQU TNQUVWXZKRYPTOSABCDEFGHIJLMNQUV UQUVWXZKRYPTOSABCDEFGHIJLMNQUVW VUVWXZKRYPTOSABCDEFGHIJLMNQUVWX WVWXZKRYPTOSABCDEFGHIJLMNQUVWXZ XWXZKRYPTOSABCDEFGHIJLMNQUVWXZK YXZKRYPTOSABCDEFGHIJLMNQUVWXZKR ZZKRYPTOSABCDEFGHIJLMNQUVWXZKRY ABCDEFGHIJKLMNOPQRSTUVWXYZABCD |

| セクションごとに分けた暗号 | セクションごとに分けた暗号 |
| -------------------------- | --- |
| K1                         | EMUFPHZLRFAXYUSDJKZLDKRNSHGNFIVJ YQTQUXQBQVYUVLLTREVJYQTMKYRDMFD |
| K2                         | VFPJUDEEHZWETZYVGWHKKQETGFQJNCE GGWHKKDQMCPFQZDQMMIAGPFXHQRLG TIMVMZJANQLVKQEDAGDVFRPJUNGEUNA QZGZLECGYUXUEENJTBJLBQCRTBJDFHRR YIZETKZEMVDUFKSJHKFWHKUWQLSZFTI HHDDDUVH?DWKBFUFPWNTDFIYCUQZERE EVLDKFEZMOQQJLTTUGSYQPFEUNLAVIDX FLGGTEZ?FKZBSFDQVGOGIPUFXHHDRKF FHQNTGPUAECNUVPDJMQCLQUMUNEDFQ ELZZVRRGKFFVOEEXBDMVPNFQXEZLGRE DNQFMPNZGLFLPMRJQYALMGNUVPDXVKP DQUMEBEDMHDAFMJGZNUPLGEWJLLAETG |
| K3                         | ENDYAHROHNLSRHEOCPTEOIBIDYSHNAIA CHTNREYULDSLLSLLNOHSNOSMRWXMNE TPRNGATIHNRARPESLNNELEBLPIIACAE WMTWNDITEENRAHCTENEUDRETNHAEOE TFOLSEDTIWENHAEIOYTEYQHEENCTAYCR EIFTBRSPAMHHEWENATAMATEGYEERLB TEEFOASFIOTUETUAEOTOARMAEERTNRTI BSEDDNIAAHTTMSTEWPIEROAGRIEWFEB AECTDDHILCEIHSITEGOEAOSDDRYDLORIT RKLMLEHAGTDHARDPNEOHMGFMFEUHE ECDMRIPFEIMEHNLSSTTRTVDOHW?                                    |
| K4                         | OBKR UOXOGHULBSOLIFBBWFLRVQQPRNGKSSO TWTQSJQSSEKZZWATJKLUDIAWINFBNYP VTTMZFPKWGDKZXTJCDIGKUHUAUEKCAR |

## 解読者
1999年に最初の3つの暗号を解読したと初めて世間に公表したのは、南カリフォルニアのコンピュータ科学者であるジェームズ・ギログリーで、760文字（772文字からクエスチョンマーク3個とXLAYERTWOを除く）を解読した。彼が解読できなかった97、98文字は、政府自身の暗号分析においても悩んでいたのと同じ部分だった。ギログリーの公表後、CIA分析官のデビッド・スタインが同じ部分を1998年に鉛筆と紙だけで解読していたが、その時点ではその情報はCIA内に留めていたことを公表した。アメリカ国家安全保障局も、ケン・ミラーが率いるデニス・マクダニエルズその他2名からなるチームが1992年末にコンピュータを用いて第1部から第3部までを解読していたが、2005年までその詳細を公表してこなかったと主張した。しかし、どちらも第4部については未だ解答を得ていない。

## 解読法
以下は第1部(K1)から第3部(K3)の暗号の解読法である。現状では暗号の中にミススペリングも含まれている。K1とK2はヴィジュネル暗号を用いたアルファベットの換字式暗号で、K3は転置式暗号である。第4部(K4)の暗号方式はまだ分かっていない。

### K1、K2用ヴィジュネル暗号表
彫刻右側に書かれたヴィジュネル暗号表をそのまま用いてもK1、K2は解読できない。この暗号表の最上段と最下段および左端は表本体ではなく、参照用インデックスを表し、"ABCDEFGHIJKLMNOPQRSTUVWXYZ" の順になっているが、このインデックスの並びを暗号表本体の第1行の "KRYPTOSABCDEFGHIJLMNQUVWXZ" に変えたもの(下表)が正しい暗号表となっている。
```
  KRYPTOSABCDEFGHIJLMNQUVWXZ
K KRYPTOSABCDEFGHIJLMNQUVWXZ
R RYPTOSABCDEFGHIJLMNQUVWXZK
Y YPTOSABCDEFGHIJLMNQUVWXZKR
P PTOSABCDEFGHIJLMNQUVWXZKRY
T TOSABCDEFGHIJLMNQUVWXZKRYP
O OSABCDEFGHIJLMNQUVWXZKRYPT
S SABCDEFGHIJLMNQUVWXZKRYPTO
A ABCDEFGHIJLMNQUVWXZKRYPTOS
B BCDEFGHIJLMNQUVWXZKRYPTOSA
C CDEFGHIJLMNQUVWXZKRYPTOSAB
D DEFGHIJLMNQUVWXZKRYPTOSABC
E EFGHIJLMNQUVWXZKRYPTOSABCD
F FGHIJLMNQUVWXZKRYPTOSABCDE
G GHIJLMNQUVWXZKRYPTOSABCDEF
H HIJLMNQUVWXZKRYPTOSABCDEFG
I IJLMNQUVWXZKRYPTOSABCDEFGH
J JLMNQUVWXZKRYPTOSABCDEFGHI
L LMNQUVWXZKRYPTOSABCDEFGHIJ
M MNQUVWXZKRYPTOSABCDEFGHIJL
N NQUVWXZKRYPTOSABCDEFGHIJLM
Q QUVWXZKRYPTOSABCDEFGHIJLMN
U UVWXZKRYPTOSABCDEFGHIJLMNQ
V VWXZKRYPTOSABCDEFGHIJLMNQU
W WXZKRYPTOSABCDEFGHIJLMNQUV
X XZKRYPTOSABCDEFGHIJLMNQUVW
Z ZKRYPTOSABCDEFGHIJLMNQUVWX
  KRYPTOSABCDEFGHIJLMNQUVWXZ

```

### K1
- 暗号方式：ヴィジュネル暗号(換字式暗号)
- 鍵文字列: PALIMPSEST（パリンプセスト）
- 暗号文

```
EMUFPHZLRFAXYUSDJKZLDKRNSHGNFIVJ
YQTQUXQBQVYUVLLTREVJYQTMKYRDMFD
```

- 解読文

```
BETWEEN SUBTLE SHADING AND THE ABSENCE OF LIGHT LIES THE NUANCE OF IQLUSION
```

- 注意

暗号化の際にスペースは無視されるので、解読文のスペースは後で適当に入れたものである。
- 解読要領

暗号文最初の文字はEであり、鍵文字列の最初の文字はPである。上の暗号表の最上段のインデックスがPの列を見てEの文字を探し、その左端のインデックスの文字を見るとBであり、これが解読文の最初の文字である。
暗号文2番目の文字はMであり、鍵文字列2番目の文字はAである。同様に左端のインデックスの文字を見るとEである。以下同様に解読し、鍵文字列が最後に達したら、鍵文字列は最初の文字に戻って解読作業を続ける。
- 備考

解読文の最後の単語"IQLUSION"は"ILLUSION"のミススペリングと考えられているが、意図的なもので、何らかのヒントではないかとの推測もある。

### K2
- 暗号方式：ヴィジュネル暗号(換字式暗号)
- 鍵文字列: ABSCISSA
- 解読文

```
IT WAS TOTALLY INVISIBLE HOWS THAT POSSIBLE ? THEY USED THE EARTHS MAGNETIC FIELD X THE INFORMATION WAS GATHERED AND TRANSMITTED UNDERGRUUND TO AN UNKNOWN LOCATION X DOES LANGLEY KNOW ABOUT THIS ? THEY SHOULD ITS BURIED OUT THERE SOMEWHERE X WHO KNOWS THE EXACT LOCATION ? ONLY WW THIS WAS HIS LAST MESSAGE X THIRTY EIGHT DEGREES FIFTY SEVEN MINUTES SIX POINT FIVE SECONDS NORTH SEVENTY SEVEN DEGREES EIGHT MINUTES FORTY FOUR SECONDS WEST X LAYER TWO
```

- 注意

暗号化の際にスペースは無視されるので、解読文のスペースは後で適当に入れたものである。平文のクエスチョンマークはそのまま暗号文に出力される。
- 解読要領：K1と同じ
- 備考
  - 解読文中の単語"UNDERGRUUND"は"UNDERGROUND"のミススペリングと考えられているが、意図的なもので、何らかのヒントではないかとの推測もある[7]
  - 2006年4月19日、サンボーンはオンラインコミュニティの Kryptos Group (後述)と接触し、K2は間違っていると伝えた。彼は、彫刻の審美的な理由から、K2パートの暗号文から1文字を削っており、K2の最後の行の"DQUMEBEDMHDAFMJGZNUPLGEWJLLAETG"は、正しくは最後の"WJLLAETG"の前に"S"の文字があり、"DQUMEBEDMHDAFMJGZNUPLGESWJLLAETG"であると述べた。このため、従来は"...FOUR SECONDS WEST ID BY ROW S" とされた解読文の末尾は、正しくは"...FOUR SECONDS WEST X LAYER TWO"であると述べた[8]。上記の解読文はSを挿入した修正暗号文を解読したものである。
  - 平文で言及されている座標系北緯38度57分6.5秒 西経77度8分44秒 / 北緯38.951806度 西経77.14556度は、彫刻自体から約200フィート南西に離れた場所を指すon Google Maps; analysis of the cited location[1]。

### K3
- 暗号方式：転置式暗号
- 暗号文

```
ENDYAHROHNLSRHEOCPTEOIBIDYSHNAIA
CHTNREYULDSLLSLLNOHSNOSMRWXMNE
TPRNGATIHNRARPESLNNELEBLPIIACAE
(中略)
ECDMRIPFEIMEHNLSSTTRTVDOHW?

```

- 解読法

ステップ1：14行×24列の升目の表を用意し、暗号文を順に(左から右へ、上から下へ)埋めていく。暗号文最後のクエスチョンマークは削除する。これで表は過不足なく全ての升が埋められる。この表をマトリックス1とする。表の最初の3行は次のようになる。
```
ENDYAHROHNLSRHEOCPTEOIBI
DYSHNAIACHTNREYULDSLLSLL
NOHSNOSMRWXMNETPRNGATIHN
...

```

ステップ2：マトリックス1を左に90度回転し24行×14列の表とする。これをマトリックス2とする。表の最初の3行は次のようになる。
```
ILNTAYESTATHCW
BLHMHEHAROIEEH
ISIWNTHONRSLEO
...

```

ステップ3：42行×8列の升目の表を用意し、マトリックス2の文字を順に(左から右へ、上から下へ)転記する。この表をマトリックス3とする。表の最初の数行は次のようになる。
```
ILNTAYES
TATHCWBL
HMHEHARO
IEEHISIW
NTHONRSL
...

```

ステップ4：マトリックス3を左に90度回転し8行×42列の表とする。これをマトリックス4とする。これが解読文である。表の最初の3行は次のようになる。
```
SLOWLYDESPARATLYSLOWLYTHEREMAINSOFPASSAGED
EBRISTHATENCUMBEREDTHELOWERPARTOFTHEDOORWA
YWASREMOVEDWITHTREMBLINGHANDSIMADEATINYBRE
...

```

- 解読文

マトリックス4の文字列に適当にスペースを挿入し、最後にクエスチョンマークを付加すると次の解読文となる。
```
SLOWLY DESPARATLY SLOWLY THE REMAINS OF PASSAGE DEBRIS THAT ENCUMBERED THE LOWER PART OF THE DOORWAY WAS REMOVED WITH TREMBLING HANDS I MADE A TINY BREACH IN THE UPPER LEFT HAND CORNER AND THEN WIDENING THE HOLE A LITTLE I INSERTED THE CANDLE AND PEERED IN THE HOT AIR ESCAPING FROM THE CHAMBER CAUSED THE FLAME TO FLICKER BUT PRESENTLY DETAILS OF THE ROOM WITHIN EMERGED FROM THE MIST X CAN YOU SEE ANYTHING Q?

```

これは、ハワード・カーターが1922年11月26日にツタンカーメンの墓に入った時の様子を描いた、1923年の著書The Tomb of Tutankhamunからの引用の意訳で、ミススペルが含まれている。最後の疑問文 "Can you see anything?"（何か見えるかね？）はジョージ・ハーバートによるもので、カーターは（その著書によると）よく知られているように "Wonderful things"（素晴らしい発見ですよ）と返答している。1922年11月26日の実際のフィールドノートでは、彼は "Yes, it is wonderful."（ええ、これは素晴らしい）と答えている。
- 備考

解読文中の2番目の単語"DESPARATLY"は"DESPERATLY"のミススペリングと考えられているが、意図的なもので、何らかのヒントではないかとの推測もある

### K4 (未だ解読されていない)
```
OBKR
UOXOGHULBSOLIFBBW
FLRV
EAST
QQPRNGKSS
NORTHEAST
O
TWTQSJQSSEKZZWATJKLUDIAWINFB
NYP
VTT
BERLIN
MZFPK
CLOCK
WGDKZXTJCDIGKUHUAUEKCAR
```

```
OBKR
UOXOGHULBSOLIFBBW
[EAST][NORTHEAST]
O
TWTQSJQSSEKZZWATJKLUDIAWINFB
[BER
LIN][CLOCK]
WGDKZXTJCDIGKUHUAUEKCAR
```

K4暗号はまだ解読されていないが、2003年に設立されたオンライン解読チーム Kryptos Group (元々はYahoo!グループに属していたが、サービス終了により、現在は groups.io に移っている

)では、2000人以上のメンバーが協力して熱心に解読を試みている。
- サンボーンは、最初の3つの暗号に最後の暗号を解くヒントが隠されていると述べている[12]。
  - 2010年、サンボーンはクリプトス製作20周年を記念して、ニューヨーク・タイムズ紙に解答の一部を公表した。それは、64～69文字目の6文字で、「NYPVTT」となっている箇所であるが、これを解読すると、「BERLIN」になるという[13]。
  - 2014年、70〜74文字目の5文字で、「MZFPK」が「CLOCK」に[14]、
  - 2020年1月29日付のニューヨーク・タイムズ紙は、サンボーンが、K4暗号文の26〜34文字目の9文字「QQPRNGKSS」に対応する平文は「NORTHEAST」であるという新しいヒントを与えたと報じた。[15]
  - 2020年8月23日に、Kryptos group は、サンボーンが、22〜25文字目の「FLRV」の解読は「EAST」であると確認したと公表した。[16]このヒントは、既に同年4月にサンボーンが示していたことを、同グループのメンバーの Sukhwant Singh が8月16日になって気づき、他のメンバーに注意喚起していたが、サンボーンから Bill Briere 宛のメールで正しいことが確認されたものである。[17]

- 備考
  - ヒントから推測すると、文字数は解読前の暗号と解読後で同じ文字数だということが分かる。
  - K4とエニグマ暗号機の関係を暗示する記述。エニグマ暗号機の最初のドイツにおけるパテントは DE385682 (19 May 1922)であるが[18]、 385682 という番号は K2平文で示されている "38°57'6.5N, 77°8'44W, LAYER 2" という座標値とよく似ている。さらに、K3平文で示されたシーン(ハワード・カーターによるツタンカーメン王の開棺)が起きたのは同じ1922年である。また、K2およびK3平文に現れる文字「X」は空白の代用として用いられているように見えるが、これは第二次世界大戦中にドイツ軍がエニグマ暗号で用いた方法と同じである。
  - 64～75文字目の「BELRIN CLOCK」はDieter Binningerによって1975年に設置され、現在はベルリン・ヨーロッパ・センターにある時計のことを指すと見られている。これは4段に分かれており、1段目は5時間を示すランプが4つ、2段目は1時間を示すランプが4つ、3段目は5分を示すランプが11個、4段目は1分を示すランプが4つ付けられており、点灯しているランプの数から時刻を計算する必要がある[19]

## 関連する彫刻作品
クリプトスは、サンボーンにとって暗号を扱った初めての作品である。しかしクリプトスの発表後には暗号やその他の文学を扱ったいくつかの作品を製作している。その中には、ハーシュホーン博物館と彫刻の庭にある『アンチポデス』や個人の収集家に販売された『ユナイテッド・クリプトス・ピース』、ロシア語の暗号を扱った『キリル文字プロジェクター』等がある。キリル文字プロジェクターとアンチポデスの暗号のロシア語部分は、2003年にイロンカ・ダニンが先頭に立って研究を進めて、それぞれフランク・コア、マイク・バールズによって解読され、ダニンがロシア語からの翻訳を行った。

## 現代文化での言及
ダン・ブラウンのベストセラー小説『ダ・ヴィンチ・コード』のアメリカ版カバー絵にクリプトスに関する2つの言及が含まれる。裏面には、第2部に記述のある座標系が引用されていたが、1°ずれていた。ブラウンと彼の出版社がこのことについて尋ねられると、彼らは「そのずれは意図的なものだ」と同じ返答をした。また、やはり第2部に現れる"Only WW knows."という言葉も隠されている 。
クリプトスは、ダン・ブラウンの2009年の小説『ロスト・シンボル』のテーマにもなっている。
アメリカのヘビーメタルバンドであるビトゥイーン・ザ・バリード・アンド・ミーは2009年のアルバムThe Great Misdirect に収録されている"Obfuscation "という曲の中で、クリプトスについて言及している。

## 参考

### 書籍
- Jonathan Binstock and Jim Sanborn (2003). Atomic Time: Pure Science and Seduction. ISBN 0-88675-072-5 (contains 1–2 pages about Kryptos)
- Dunin, Elonka (2006). The Mammoth Book of Secret Codes and Cryptograms. Constable & Robinson. p. 500. ISBN 0-7867-1726-2
- Dunin, Elonka (2009). “Kryptos: The Unsolved Enigma”. In Daniel Burstein & Arne de Keijzer (editors). Secrets of the Lost Symbol: The Unauthorized Guide to the Mysteries Behind The Da Vinci Code Sequel. Harper Collins. pp. 319–326. ISBN 9780061964954
- Dunin, Elonka (2009). “Art, Encryption, and the Preservation of Secrets: An interview with Jim Sanborn”. In Daniel Burstein & Arne de Keijzer (editors). Secrets of the Lost Symbol: The Unauthorized Guide to the Mysteries Behind The Da Vinci Code Sequel. Harper Collins. pp. 294–300. ISBN 9780061964954
- Taylor, Greg (2009). “Decoding Kryptos”. In John Weber (ed.). Illustrated Guide to the Lost Symbol. Simon & Schuster. ISBN 9781416523666

### 論文
- CIA website on Kryptos
- "CIA's Artistic Enigma Reveals All but Final Clues", June 16, 1999, New York Times
- "Cracking the Code of a CIA Sculpture", July 19, 1999, Washington Post
- "Gillogly Cracks CIA Art", & "The Kryptos Code Unmasked", 1999, New York Times and Cypherpunks archive
- "Unlocking the secret of Kryptos", March 17, 2000, Sun Journal
- "Solving the Enigma of Kryptos", January 26, 2005, Wired magazine, by Kim Zetter
- "CIA sculpture 'kryptos' draws mystery lovers", May 27, 2005, Wall Street Journal
- "Interest grows in solving cryptic CIA puzzle after link to Da Vinci Code", June 11, 2005, The Guardian
- "Cracking the Code", June 19, 2005, CNN
- "Typo Confounds Kryptos Sleuths", April 20, 2006 Wired magazine, by Kim Zetter
- "Mission Impossible: The Code Even the CIA Can't Crack", April 20, 2009 Wired magazine, by Steven Levy

### クリプトスのある場所の空中写真
- USGS aerial image of McLean, Virginia
- Google Maps
- The location referred to in the part 2 cleartext (Google Maps) - approximately 150 feet southeast of the Kryptos sculpture.